# 야마가와 미아
야마가와 미아(일본어: 柳川 みあ, 2001년 2월 11일~)는 일본의 그라비아 아이돌이다.